# Eucalyptus montivaga
Eucalyptus montivaga är en myrtenväxtart som beskrevs av Anthony R. Bean. Eucalyptus montivaga ingår i släktet Eucalyptus och familjen myrtenväxter. Inga underarter finns listade i Catalogue of Life.